# اکساز، ماناوگات
اکساز، ماناوگات (به لاتین: Aksaz, Manavgat) یک منطقهٔ مسکونی در ترکیه است که در استان آنتالیا واقع شده‌است.